# Carabaña
Carabaña é um município da Espanha
na província e comunidade autónoma de Madrid, de área 47,48 km² com população de 1407 habitantes (2004) e densidade populacional de 29,63 hab/km².

## Demografia
| Variação demográfica do município entre 1991 e 2004 | Variação demográfica do município entre 1991 e 2004 | Variação demográfica do município entre 1991 e 2004 | Variação demográfica do município entre 1991 e 2004 |
| --------------------------------------------------- | --------------------------------------------------- | --------------------------------------------------- | --------------------------------------------------- |
| 1991                                                | 1996                                                | 2001                                                | 2004                                                |
| 1031                                                | 1063                                                | 1167                                                | 1407                                                |